# بحيرة ريوفيسي

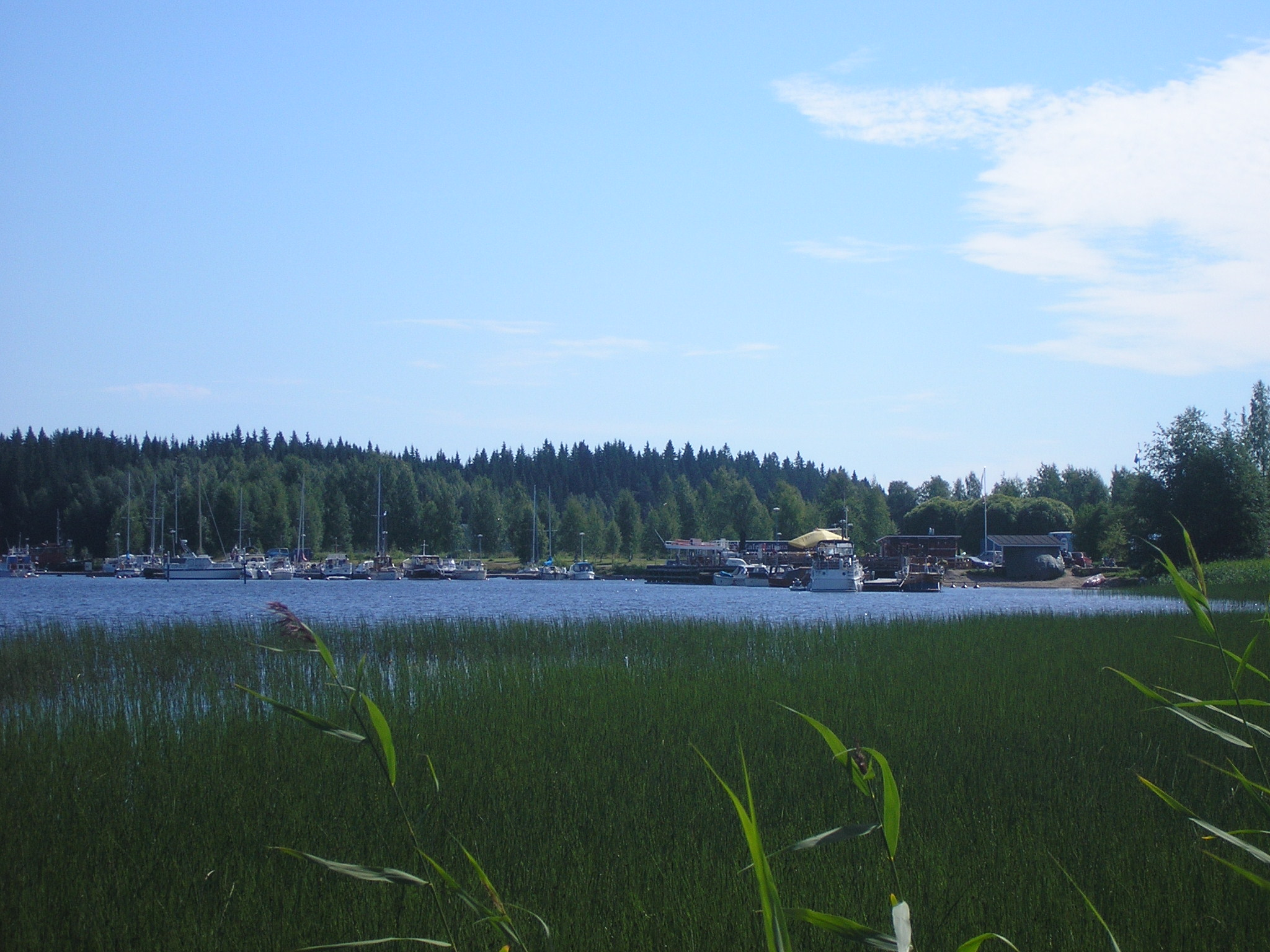
بحيرة ريوفيسي

بحيرة ريوفيسي هي بحيرة متوسطة الحجم تقع في فنلندا. وهي تقع في بلديات ريوفيسي ومانتا فيلبولا في منطقة بيركنما في غرب فنلندا. البحيرة هي جزء من حوض كوكيماينيوكي ومصادره الرئيسية والتي تتدفق منها البحيرة هي بحيرة تارجان في الشمال وبحيرة كورفيسي في الشرق.البحيرة تصب في بحيرة بولفسي في الجنوب والتي بدورها تصب في بحيرة ناسي جيرفي.